# Арсен (фильм)
«Арсен» — советский художественный фильм 1937 года, снятый режиссёром Михаилом Чиаурели на студии Госкинпром Грузии.
Фильм вышел на экраны кинотеатров 20 мая 1937 года.

## Сюжет
Первая половина XIX века. Арсен Одзелашвили, возвратившись из армии, поднимает на бунт крепостных крестьян аулов князей Баратовых. Грузинские повстанцы героически сражаются против царских войск, посланных для подавления крестьянского бунта.
Показан социальный и классовый конфликт между грузинскими крестьянами и грузинской знатью. Среди солдат есть и те, кто поддерживает восставших. Старый русский солдат Василий («Вассо», как его называют грузины) переходит на сторону повстанцев и становится правой рукой их предводителя Арсена, ссыльный декабрист корнет Остужев помогает бежать Арсену из плена.
На фоне драматической борьбы повстанцев с местными помещиками и пришедшей им на помощь русской экспедицией развивается линия трагической любви Арсена и Нено.

## В ролях
- Спартак Багашвили — Арсен Одзелашвили, предводитель восставших
- Нато (Наталья) Вачнадзе — Нено, крепостная крестьянка, изведавшая низость сатрапа
- Александр Имедашвили — Парсадан
- Нуца (Нина) Чхеидзе — Дареджан
- Верико Анджапаридзе — княжна Манана Бараташвили
- Виктор Гамкрелидзе — Гиви
- Иван Перестиани — барон Розен
- Пётр Морской — солдат Митрохин
- Василий Матов — корнет Юрий Михайлович Остужев, ссыльный декабрист
- Сепе Лордкипанидзе — князь Цициано
- Шалва Гедеванишвили — князь Амилахвари
- Екатерина (Цаца) Амиреджиби — Марика, мать Зурико
- Зураб Лежава — Зурико, сын Марики, крестьянский мальчик
- Александр Квалиашвили — Кинто
- Эммануил Апхаидзе — эпизод
- Георгий Габелашвили — эпизод
- Александр Гомелаури — эпизод
- Кириле Мачарадзе — эпизод

## Награды
- Сталинская премия 1-й степени (1941 год), Михаил Чиаурели, режиссёр.
- Сталинская премия 1-й степени (1941 год), Спартак Багашвили, исполнитель роли Арсена.